# ジョジョ大谷
JOJO 大谷（ジョジョ おおたに 別名GENE OTANI〈ジーン オータニ〉 男性、8月21日 - ）、は、日本のラジオディスクジョッキー・アナウンサー。旧芸名ユージン 大谷。

## 来歴・人物
英国系。兵庫県出身。カナディアン・アカデミー卒、アメリカ合衆国オレゴン州のルイス・アンド・クラーク・カレッジ卒、国際基督教大学編入。
英語と日本語を話す。1991年よりラジオ大阪やエフエム大阪等関西圏を中心に活躍。阪神・淡路大震災の際、兵庫エフエムラジオ放送（当時）で生放送中に在日外国人のための英語の緊急情報を放送したことで広く知られるようになった。
その後エフエムインターウェーブ開局と同時に拠点を関東に移し、同局で朝ワイド番組を担当する等ラジオDJとして活躍。2000年からブルームバーグテレビジョンでニュースアナウンサーを経て2007年よりGene Otani(ジーン オータニ)としてNHKワールドTVの「NHK NEWSLINE」アンカーを務めている。

## CM
- HONDA CIVIC typeR（ナレーター）